# ليزا ماكيون
ليزا ماكيون (بالإنجليزية: Lisa McCune)‏ هي ممثلة أسترالية، ولدت في 19 فبراير 1971 في برث في أستراليا.

## وصلات خارجية
- ليزا ماكيون على موقع IMDb (الإنجليزية)
- ليزا ماكيون على موقع قاعدة بيانات الفيلم (الإنجليزية)